# Fergus Lowe
Charles Fergus (Fergus) Lowe (april 1946 - Macclesfield, 10 december 2014) was een Brits gedragsanalytisch georiënteerd psycholoog.

## Studies en werk

### Universiteit
Fergus Lowe behaalde zijn BA aan het Trinity College te Dublin. Daarna twijfelde hij om door te gaan als filmregisseur of wetenschapper, maar hij koos voor dit laatste. Hij verhuisde naar Noord-Wales, waar hij in 1973 een PhD in de psychologie behaalde aan de Bangor-universiteit (behorende tot de Universiteit van Wales). Hij zou levenslang verbonden blijven aan deze universiteit. Vanaf 1988 werd hij er hoogleraar en tot 2005 was hij er voorzitter van de afdeling psychologie. Deze afdeling groeide onder zijn voorzitterschap van een klein departement met een staf van zes academici uit tot een topinstituut met bijna het grootste aantal studenten psychologie van Groot-Brittannië. In 2011 ging hij op emeritaat.

### Onderzoeksdomeinen
Buiten de Verenigde Staten was hij een van de grootste voortrekkers van de gedragsanalyse. In zijn beginjaren werkte hij aan de Bangor-universiteit samen met Peter Harzem en ze kregen meermaals Burrhus Skinner op bezoek, naast tal van andere belangrijke gedragsanalysten. Aanvankelijk was Lowe erg bezig met de vergelijking van operante conditionering bij mensen en dieren en deed onderzoek naar regelgeleid gedrag. Zijn grote interessegebieden waren de ontwikkeling en het leren van kinderen, de ontwikkeling van taal, gedragsverandering en gezondheid. Hij werkte daarbij zeer nauw samen met zijn collega Pauline Horne. Samen met Horne richtte hij in 1990 aan de universiteit het kinderdagverblijf en onderzoekscentrum "Tir na n-Og" (dat nog steeds bestaat) op. Op basis van onderzoek bij kinderen ontwikkelde hij eveneens samen met Horne een belangrijke gedragsanalytische theorie over taal en de invloed ervan op gedrag: de "naming-theorie". Zijn grootste bijdragen situeren zich evenwel op vlak van de gezondheid van kinderen.

## Gezondheidsbevordering bij kinderen
Gezondheid van kinderen is het domein waarop Lowe internationaal het meest actief bleef, tot zijn dood. In 1992 richtte hij weer samen met Horne en met subsidiëring door de Economic and Social Research Council en Unilever een onderzoekscentrum op dat zicht toespitste op eet- en bewegingsgewoonten van kinderen. Het grote doel was het zoeken naar effectieve manieren om de voedingspatronen van kinderen te veranderen en het stimuleren van het meer eten van fruit en groenten. Ze richtten zich daarbij niet zozeer op individuele kinderen, maar veel meer op gedragsverandering bij grote groepen, zoals hele klassen in scholen. Het programma kreeg de naam "Food Dudes" en is volledig gedragsanalytisch. Het programma is gebaseerd op modelgedrag in een peer-groep en op positieve bekrachtiging in tegenstelling tot programma's die zich vooral richten op gezondheidsvoorlichting, waarvan Lowe de effectiviteit sterk in twijfel trok. Het Food Dudes-programma werd nationaal ingevoerd in Ierland en regionaal in Groot-Brittannië. Ook in andere landen begon er onderzoek naar. De resultaten tonen aan dat het programma reeds bij kinderen van 2 tot 4 jaar oud zeer effectief is. Programma's die erop gericht zijn om vooral fysieke activiteit van kinderen te stimuleren kregen als naam "Dynamic Dudes" en "Fit 'n' Fun Dudes". In 2012 richtte Lowe samen met Horne Food Dudes Health op, een sociale onderneming en spin-off van de Bangor-universiteit.

## Privé
Fergus Lowe was gehuwd en had twee dochters en drie kleinkinderen. Hij overleed eind 2014 plots aan de gevolgen van een hartinfarct op 68-jarige leeftijd.

## Erkenning
- Naast adviseur voor de Britse en Ierse overheid, werd hij ook adviseur voor de Europese Commissie inzake het veranderen van eetgewoonten van kinderen.[8][9] In 2009 besloot de Commissie tot oprichting van een "deskundigengroep voor technisch advies inzake de schoolfruitregeling".[10] In 2011 werden hiervoor de leden benoemd, waaronder Fergus Lowe.[11] Lowe werd hiervan ook co-voorzitter.[12]
- In 2012 kregen Pauline Horne en Fergus Lowe de Award for Scientific Translation van de Society for the Advancement of Behavior Analysis voor hun gedragsanalytische bijdragen.[13]
- Het Food Dudes-programma won meerdere onderscheidingen, onder meer van de Wereldgezondheidsorganisatie en de Chief Medical Officer's Public Health Award.[14][15]